# Hallesches Heiltum

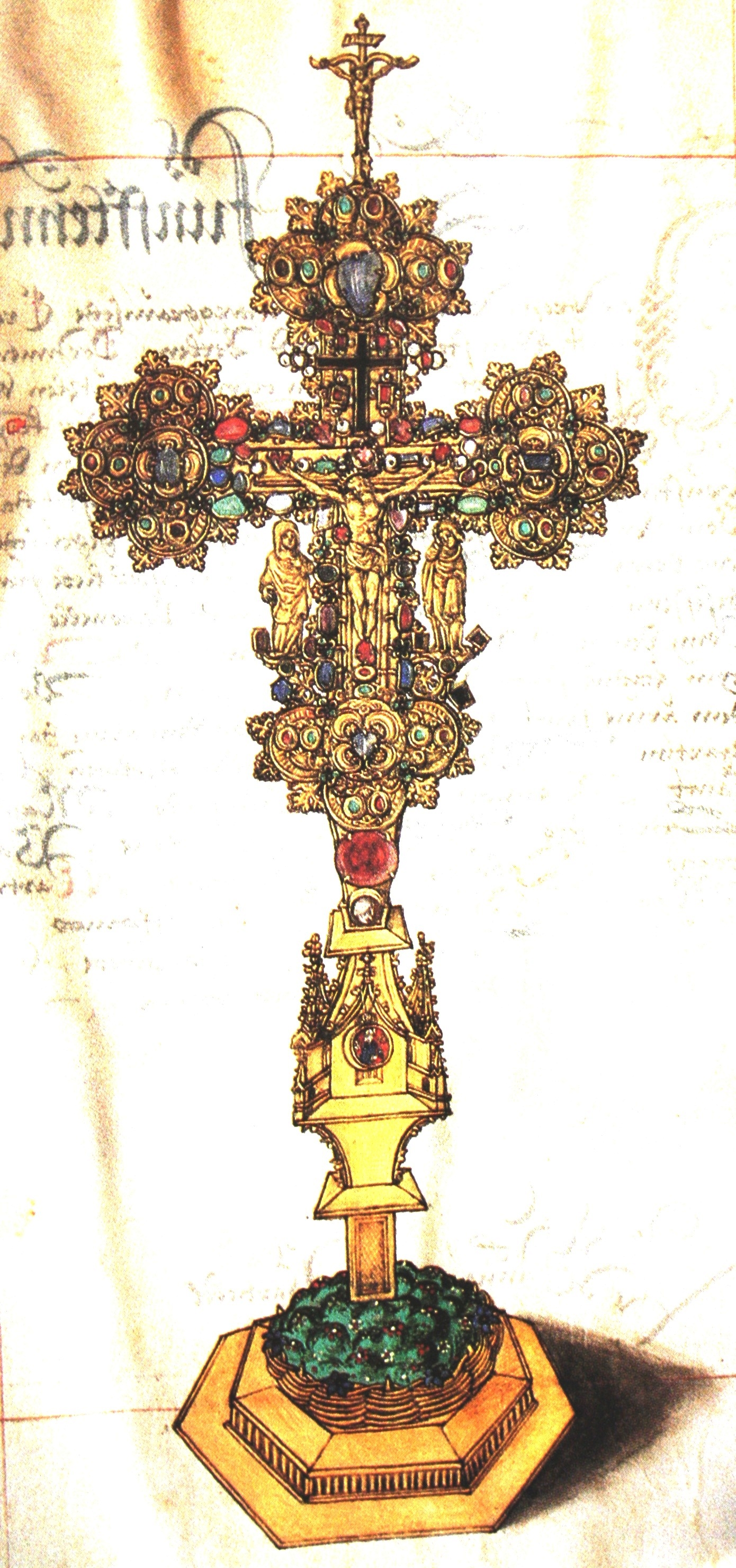
Gotycki krzyż relikiwarzowy obecnie w zbiorach Statens Historiska Museum w Sztokholmie

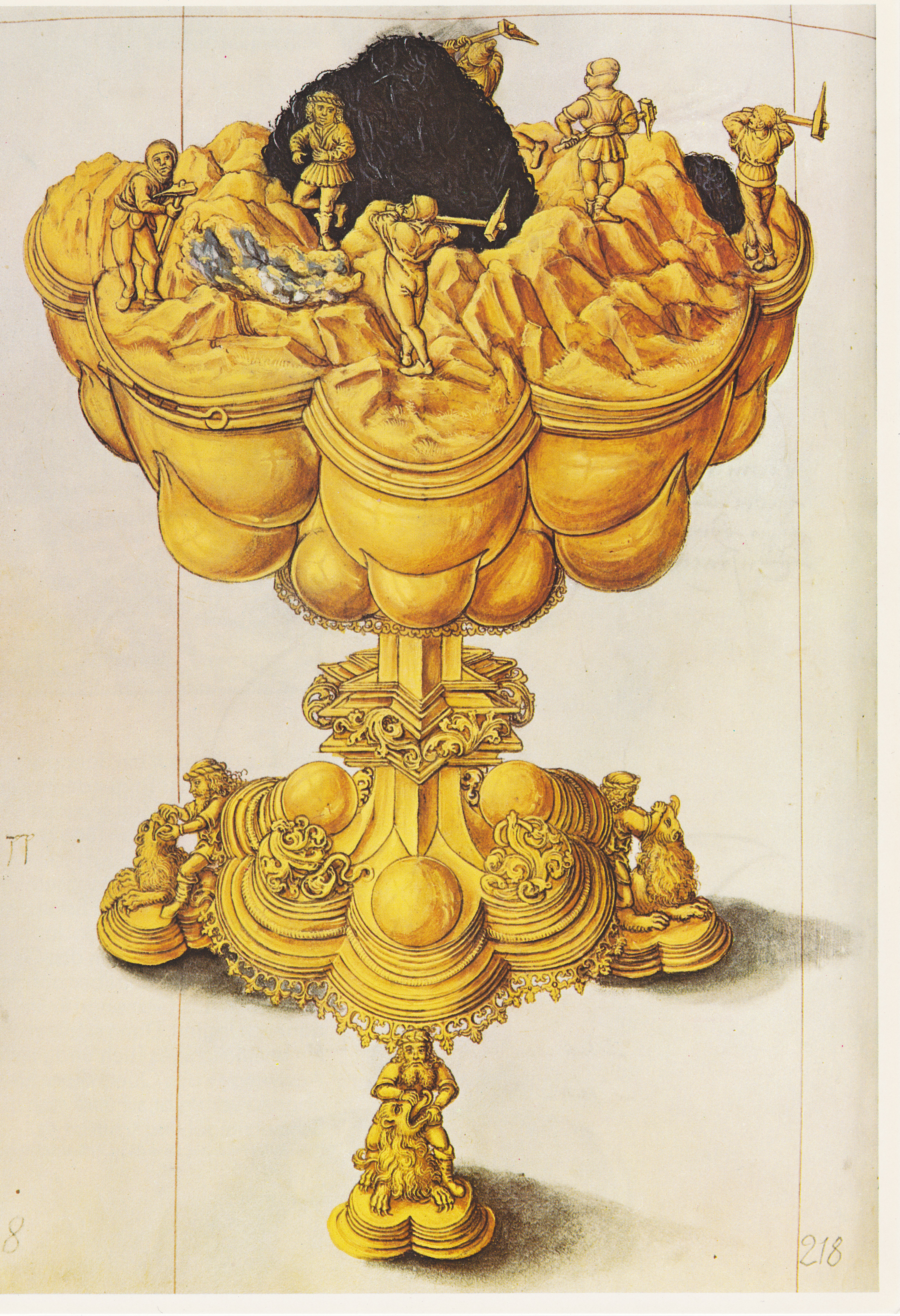
Srebrny puchar daru górników kopalń srebra

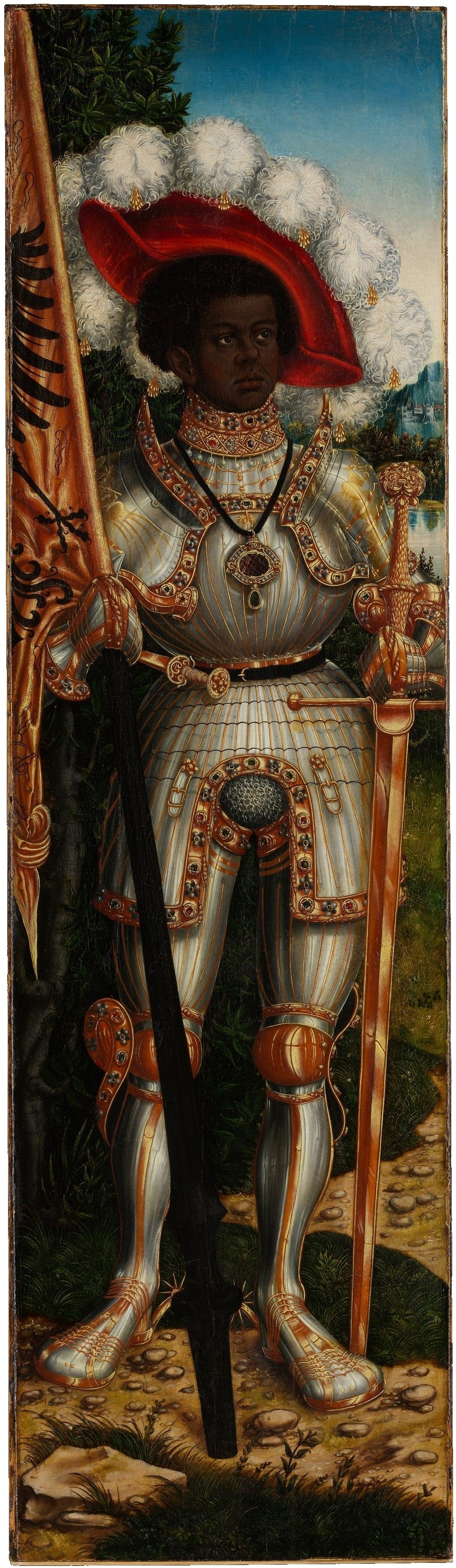
Lucas Cranach Starszy - "Święty Maurycy" - wizerunek wedle relikwiarza z Hallesches Heiltum

Hallesches Heiltum (w wolnym tłumaczeniu Świętości z Halle) - historyczny skarbiec kardynała Albrechta Brandenburskiego z osobistej rezydencji hierarchy w saksońskim Halle (Saale) (Saksonia-Anhalt Niemcy).

## Dzieje
Na przełomie XV i XVI wieku arcybiskupstwo magdeburskie obok mogunckiego stanowiło jedną z najpotężniejszych archidiecezji w Rzeszy. Arcybiskupi Magdeburga Ernest Wettin i przede wszystkim jego następca Albrecht Brandenburski, który objął władzę także w Halberstadt, Moguncji stając się arcybiskupem i jednym z siedmiu elektorów Rzeszy, był także świeckim władcą Brandeburgii. Z jednej strony znany z licznych kontrowersji (m.in. popierał kampanię odpustową papieża Juliusza II, licznych skandali seksualnych, co za tym, stał się głównym adwersarzem Marcina Lutra), z drugiej zaś jako osoba o szerokich horyzontach; sprawował na wielką skalę patronat artystyczny i krzewił kult relikwii. Dbał o kulturę, lansował zarówno tradycyjną średniowieczną i był otwarty na płynące głównie z Italii nowe kierunki i tendencje oscylujące wokół dojrzałego renesansu. Na dworze arcybiskupa działali m.in. Lucas Cranach starszy, Matthias Grünewald i Albrecht Dürer. Podlegające arcybiskupstwu Magdeburga Halle stało się ulubioną siedzibą Albrechta. Wraz z Ernestem Wettinem wznieśli kaplicę Św. Marii Magdaleny. Następnie już z własnej inicjatywy na miejscu dawnego kościoła Dominikanów wzniósł nowy kościół, nadto wielką rezydencję pałacową oraz rozbudował miejscową farę oraz zamek Moritzburg. Głęboka wiara w obcowanie świętych przyczyniły się do kultu relikwii na skalę która dotąd nie miała miejsca. W okresie swego panowania zgromadził kilka tysięcy rozmaitych relikwii; przesłanki źródłowe pozostawiły rozbieżne informacje mowa jest o ponad 8 lub 20 tysiącach relikwii.
Z dochodów uzyskanych m.in. przez handel]listami odpustowymi, Albrecht był w stanie hojnie finansować pracujących na jego dworze licznych mistrzów oraz wyposażać swoje dobra w rozmaite dzieła sztuki złotniczej, których gros stanowiły relikwiarze. W roku 1520 posiadał 42 ciał świętych i 8133 partykuł świętych. Większość tychże relikwii znalazło się w bogatych od strony zarówno materialnej jak artystycznej 353 relikwiarzach; liczba ta zawierała zarówno zabytki (głównie spuścizna po skarbcu Ernesta Wettyna) niektórych metryka sięga okresu dominacji sztuki romańskiej, jak powstałe na zlecenie Albrechta von Brandenburga.
Pogrążony w długach zaciągniętych u Fuggerów arcybiskup został zmuszony część majątku sprzedać. Część relikiwarzy wykupili hierarchowie Magdeburga i Halberstadt. W 1541 roku luteranie przejęli Halle w tym część dóbr należących do Albrechta ten zaś przeniósł się do Aschaffenburga zabierając skarbiec wraz z relikwiarzami oraz lwią część dzieł ruchomych gromadząc je m.in. w zamku Johannisburg. Niecałe stulecie później wskutek wojny trzydziestoletniej gros dziedzictwa po Albrechcie von Brandenburg została zniszczona i zrabowana m.in. przez Szwedów którzy w 1632 roku wywieźli część skarbów głównie do Uppsali i Sztokholmu gdzie znajdują się do dziś. Próbę czasu przetrwało zaledwie ponad 20 relikwiarzy lub ich fragmentów.

## Pierwotny skarbiec
Pomimo takiego stanu bogactwo i wygląd skarbca z Halle znany jest z dwóch inwentarzy sprawionych za życia kardynała. Około 1486–1520 r. powstała wersja drukowana wzbogacona drzeworytami Wolfa Trauta - norymberskiego mistrza z kręgu Albrechta Dürera. Około 1526 roku powstał drugi inwentarz w formie manuskryptu z barwnymi iluminowanymi przedstawieniami wszystkich relikwiarzy. W zestawieniu z zachowanymi dziełami ilustracje, zwłaszcza drugiego inwentarza wykonano pieczołowicie z uwzględnieniem najmniejszych szczegółów. Oryginalny rękopis przechowywany jest w Hofbibliothek w Aschaffenburgu. Od strony stylistycznej relikwiarze powstałe na zlecenie Albrechta von Brandenburg stanowiły syntezę stylistyczną. Późnogotycki charakter widoczny jest w przepychu dekoracji ornamentalnej (motywy roślinne, charakterystyczny "astwerk") stosowano motywy architektoniczne takie jak maswerki, laskowania, wimpergi, fiale. W niektórych dziełach złotniczych pojawiały się ornamenty typowe dla renesansu; nadto zamiłowanie do form znanych z włoskich traktatów. Dzieła oznaczały się niezwykłą profuzją, częstokroć wykorzystywano najlepszy kruszec i kamienie szlachetne, emalie. W przypadku relikwiarzy typu antropomorficznego, widoczne było balansowanie między konwencjami charakterystycznymi dla gotyku jak renesansu.
Spośród starszych relikwiarzy wyróżniało się m.in. gotyckie popiersie relikwiarzowe św. Henryka nakryte koroną. Ten typ reprezentowały również liczne relikwiarze powstałe za życia kardynała m.in. św. Erazma. Jednym z największych dzieł była naturalnej wielkości figura relikwiarzowa św. Maurycego patrona Magdeburga, której uzbrojenie było wykonane ze srebrnej blachy. Relikwiarz ten znany jest z obrazu Lucasa Cranacha Starszego. Inny relikwiarz św. Maurycego miał formę popiersiową, kolejny charakteryzował się ażurową, rozbudowaną strukturą architektoniczną o późnogotyckich formach. Na wieńczącej całość wieży umieszczona została mała figurka świętego w klasycznej konwencji ikonograficznej. Spośród relikwiarzy w typie scenicznym Albrecht von Brandenburg posiadał m.in. monumentalne kompozycje rzeźbiarsko-złotnicze przedstawiające Przemienienie Pańskie oraz Zmartwychwstanie. Spośród starszych relikwiarzy typu scenicznego w skarbcu znajdowała się figura Madonny z Dzieciątkiem w asyście aniołów. Z relikwiarzy typu skrzyniowego wyróżniała się renesansowa, bogato kameryzowana szkatuła ozdobiona romańskimi plakietkami z kości słoniowej (zachowanymi do dziś m.in. w zbiorach nowojorskiego Metropolitan Museum of Art) przedstawiającymi Żywot św. Maurycego. Kilka relikwiarzy miało formę statku, wśród nich mieszczący relikwie św. Urszuli, której figurka znajdowała się na szczycie masztu. Ponadto Hallesches Heiltum posiadał dary dla kardynała Albrechta spośród nich miecz cesarza Maksymililiana I czy Złota Róża daru papieża Leona X.

## Zachowane dzieła sztuki

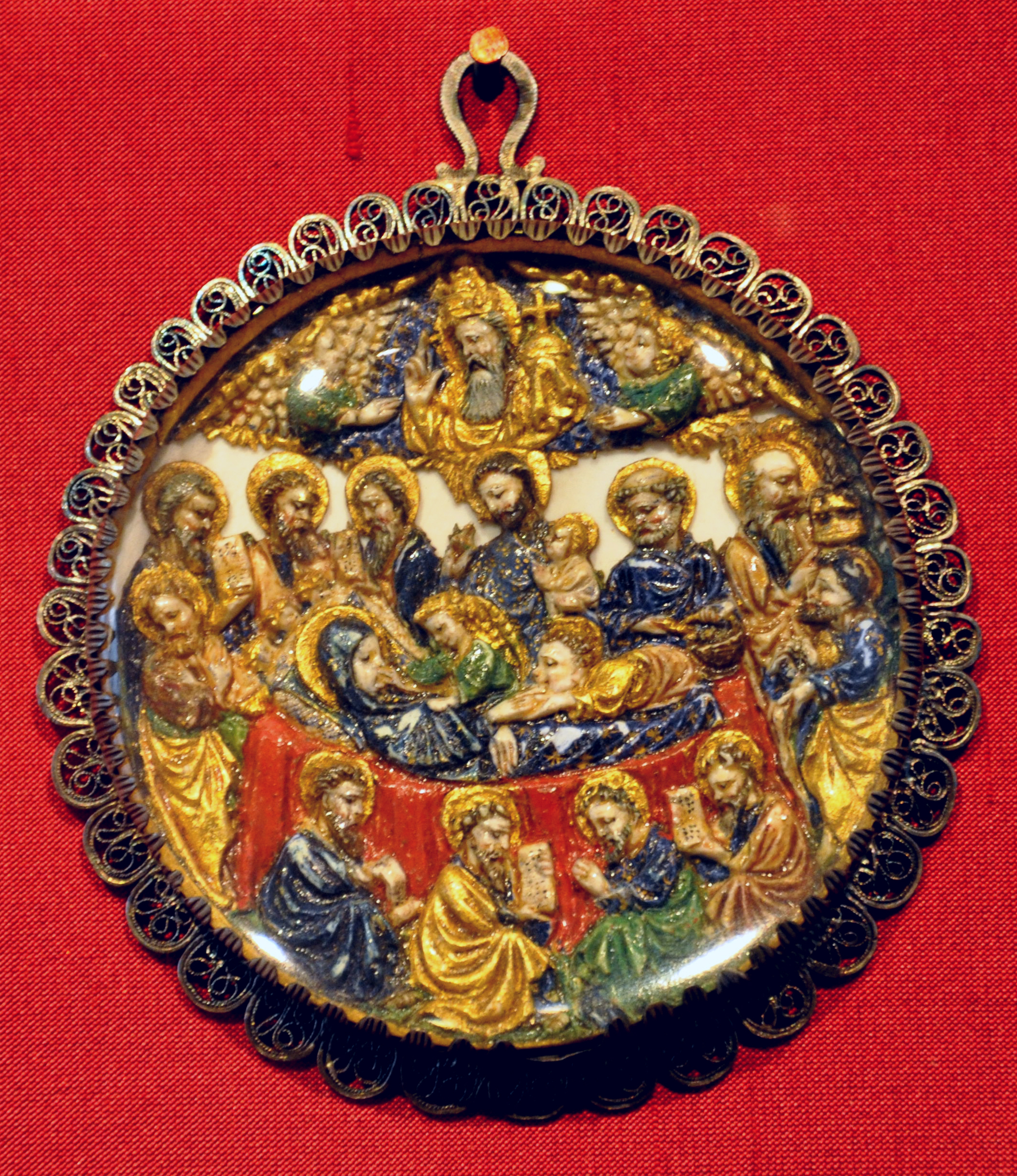
Zaśnięcie Marii - XV-wieczna plakietka w zbiorach Museum Angewandte Kunst we Frankfurcie nad Menem. Pierwotnie fragment monstrancji ze zbiorów Hallesches Heiltum

Do najcenniejszych z zachowanych dzieł należą przechowywany w Statens Historiska Museum w Sztokholmie krzyż relikwiarzowy daru Kazimierza Hohenzollerna wnuka Kazimierza Jagiellończyka, margrabiego Brandenburgii. Krzyż ten wykonany został na początku XVI wieku, mieszczący wewnątrz partykułę Drzewa Pańskiego. Krzyż ten zdobią liczne kamienie szlachetne oraz odlewane wizerunki - Chrystusa na krzyżu oraz Marii i św. Jana Ewangelisty. Figury te oraz Chrystus ukrzyżowany są dziełami wtórnie wykorzystanymi, pochodzą z XIV stulecia. Asystujących Ukrzyżowanemu usytuowano na ramionach flankujących trzon krzyża. W pobliskiej Uppsali w skarbcu tamtejszej katedry znajduje się kolejny relikwiarz Krzyża Św. wykonany na przełomie XV i XVI w. Również w tym samym skarbcu znajduje się późnogotycki złoty kielich, dzieło Hansa Huiuffa którego dekorację wzbogacają liczne kamienie szlachetne.
W kolegiacie w Aschaffenburgu zachował się relikwiarz św. Aleksandra wykonany ze srebra pozłacany, emaliowany i kameryzowany; wykonany około 1240-30 r. Jest to popiersie relikwiarzowe ukazujące papieża; na jego głowie spoczywa bogato zdobiona tiara.